# Pico Russell
El pico Russel es el último de la cresta más alta de los Pirineos, que consta,  de noroeste a sureste, del pico Alba, las Maladetas Occidentales, Maladeta, Maldito, pico del Medio, pico de Coronas, Aneto, Tempestades, Margalida y Russel.

## Ascensión
Su acceso normal es por el valle de Vallibierna y el ibón de Llosás y no presenta más dificultades que prestar atención a los deslizamientos de roca y quizá su duración (5h. ida). Con mal tiempo (lluvia) es totalmente desaconsejable su ascensión.
Su cima es ancha y llana y ofrece un buen panorama del pirineo catalán así como del pico Mulleres, Barrancs y Vallibierna.
- Datos: Q3102596